# ロブ・レンセンブリンク
ピーテル・ロベルト・レンセンブリンク（Pieter Robert Rensenbrink, 1947年7月3日 - 2020年1月24日）は、オランダ・アムステルダム出身の元サッカー選手。現役時代のポジションはフォワード（左ウイング、センターフォワード）、ミッドフィルダー（左サイドハーフ、攻撃的MF）。
アンデルレヒト時代のチームメイトで元オランダ代表の選手であるヤン・ムルダーはレンセンブリンクについて、「クライフと同じくらい良い選手だった。そう思っていないのは彼だけだよ。」と話している。

## 経歴
主にベルギーのクラブでプレーするなどオランダ国内では無名の存在で（オランダのフットボール界でレンセンブリンクが無名だった訳では無く、「フェイエノールトはリヌス・イスラエルに続いて自分もDWSから獲得しようとしていたが、クーン・ムーラインがすでにブレイクしていたこと、DWSの求めた45万グルデンがフェイエノールトには高すぎた」と本人が後年語っている）、1974年のFIFAワールドカップ・西ドイツ大会ではオランダ代表に選出されたが、開幕前はピート・カイザーら層の厚いFW陣の中で控え選手であった。しかし1次リーグ第3戦のブルガリア戦以降はレギュラーの座を掴み、2次リーグの東ドイツ戦では1得点を決めた。
1978年のFIFAワールドカップ・アルゼンチン大会では左サイドからプレーすることが多かったヨハン・クライフが参加を辞退した事もあり、より自分の本職のポジションでプレーすることができたレンセンブリンクはエースとしてチームを牽引。1次リーグイラン戦でハットトリックを達成。スコットランド戦で前半34分に決めたゴールはW杯通算1000ゴール目の記念ゴールとなった。2次リーグオーストリア戦でも1ゴールを決め、計5得点の活躍で準優勝に貢献した（得点王は6得点のマリオ・ケンペス）。
またアルゼンチン大会決勝・アルゼンチン戦では、1対1で迎えた後半終了30秒前にルート・クロルのロングパスから上手く抜け出し、キーパーと一対一の場面から放ったシュートがポストに嫌われる場面があった（その後、延長でアルゼンチンが2点を加え1対3で敗退）。古いサッカーファン（特にオランダのファン）の間では「もしあのシュートが決まっていればオランダの優勝と得点王を獲得出来た筈」と話題に上る事がある。しかし、レンセンブリンク自身は、「あのときのシュートが、まったく違う方向に外れていればよかったと思うときがある。そうすればこんなにいつまでも言われ続けることはなかった。あの場面でシュートを決めるのは不可能だったんだよ。」と語り、ポストに当てることが精一杯で、ゴールを狙える場面ではなかったと話している。この大会についてレンセンブリンクは「全ての注目がクライフに集まった1974年大会よりも1978年大会の方がずっと良い気分だった。ただ決勝だけは未だに残念。ライン上に重装備の軍人たちが並び、得点したらどうなるのかと思った」と語っている。

## タイトル

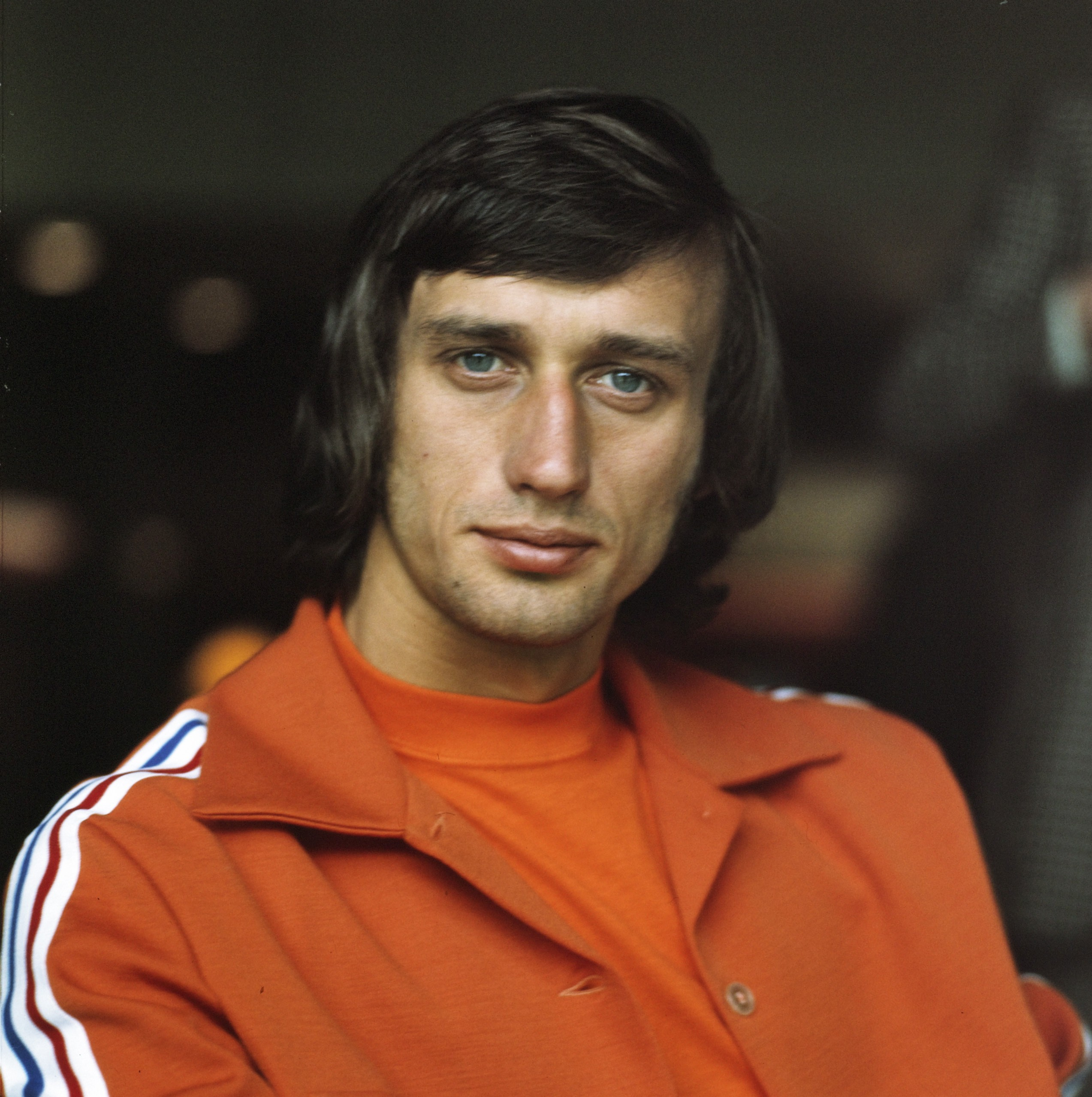
1974年

### クラブ
クラブ・ブルッヘ
- ベルギーカップ：1970

アンデルレヒト
- ジュピラー・プロ・リーグ：1971-72、1973-74
- ベルギーカップ：1972、1973、1975、1976
- UEFAカップウィナーズカップ：1975-76、1977-78
- UEFAスーパーカップ：1976、1978

トゥールーズ
- リーグ・ドゥ：1981-82

### 代表
- FIFAワールドカップ：1974（準優勝）、1978（準優勝）
- UEFA欧州選手権：1976（3位）

### 個人
- ジュピラー・プロ・リーグ得点王：1972-73
- UEFAカップウィナーズカップ得点王：1975-76
- ベルギー・ゴールデン・シュー：1976
- オンズドール：1976
- バロンドール：1976（2位）、1978（3位）
- FIFAワールドカップ・ブロンズブーツ：1978[5]
- FIFAワールドカップ・ベストイレブン：1974、1978
- FIFAワールドカップ最多アシスト：1978[6]
- オンズ・ド・ブロンズ：1978、1979
- FIFA100
- FIFAワールドカップ通算1000ゴール目
- UEFAカップウィナーズカップ歴代最多得点者（25点）